# Phaonia liaoshiensis
Phaonia liaoshiensis är en tvåvingeart som beskrevs av Zhang 1995. Phaonia liaoshiensis ingår i släktet Phaonia och familjen husflugor.
Artens utbredningsområde är Liaoning (Kina). Inga underarter finns listade i Catalogue of Life.